# 熱絲極離子真空計
熱絲極離子真空計（英文：Hot filament ionization gauge），有時又稱熱絲極真空計或熱陰極真空計，是一種非常廣泛用於壓力範圍在{\displaystyle 10^{-3}}至{\displaystyle 10^{-10}}托的測量裝置。構造和三極管類似，但是絲極作為負極。

## 功能
利用加熱的絲極產生穩定的電子流（通常為10mA），這些電子會被加了正電壓（約+150V）的螺旋型的柵極給吸引。在電子從絲極往柵極的過程中，電子會撞擊真空計內的氣體分子，導致部分的氣體分子被離子化。這些氣體離子會被位在真空計中加負電壓（通常為-30V）的集極給吸引。離子電流和氣壓的關係為1mA/Pa。此電流通常利用高增益的差動放大器和電表來放大和顯示。

## 構造

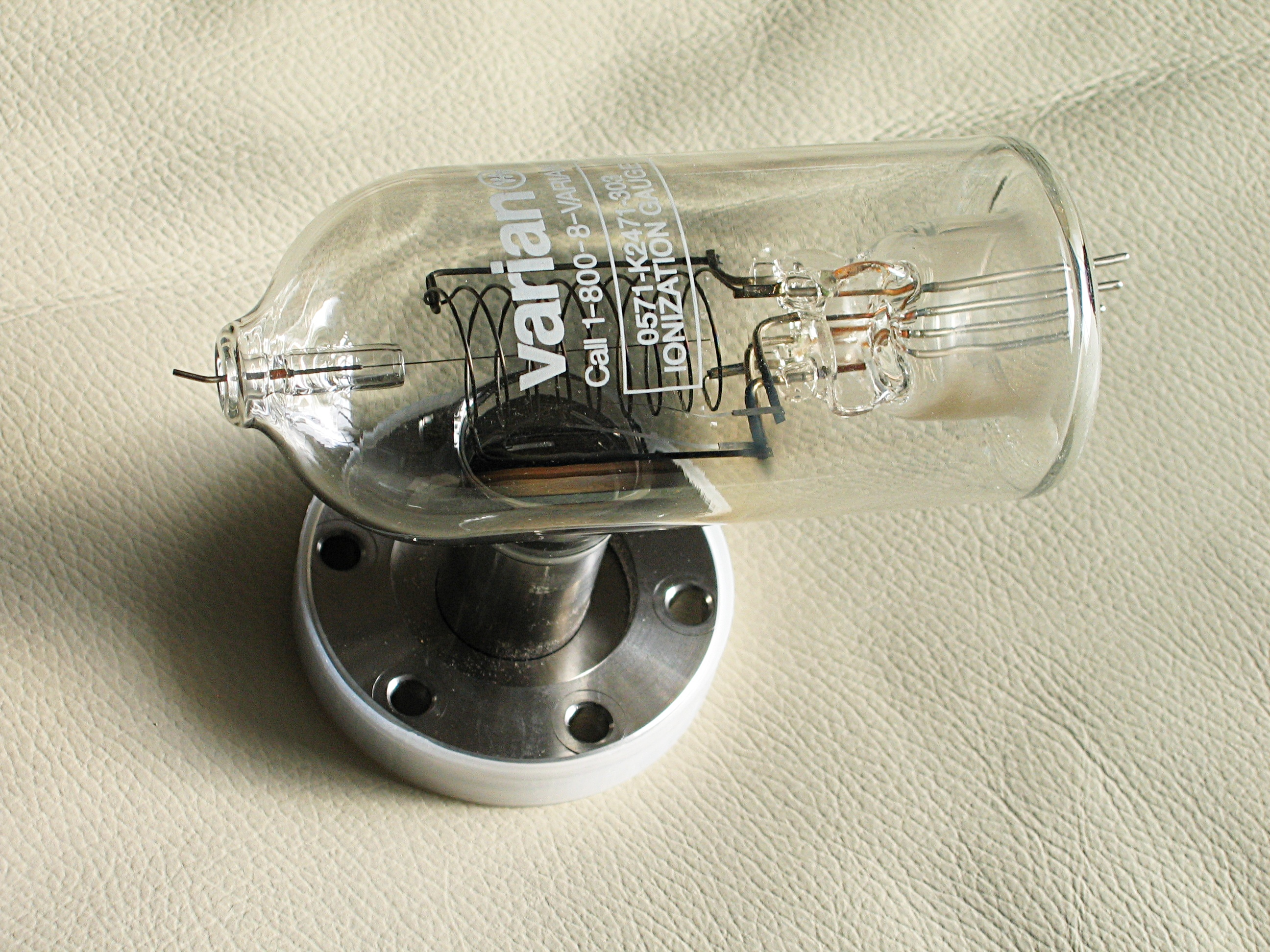
玻璃管封裝的熱絲極離子真空計

熱絲極離子真空計的組成和三極管一樣有集極（為一根金屬線或平板）、絲極（燈絲）和柵極（由螺旋型的金屬線組成）。其絲極作為陰極。集極所量到的電流通常在pA等級。若以集極接在地電位，則絲極電壓通常在30V，柵極電壓通常在180~210V。除非要用電子轟擊某一部分構造，像是加熱柵極就需要用到將近565V的電壓。通常使用的離子真空計稱為巴雅-愛泊特量測計（Bayard-Alpert gauge）或B-A型真空計，它有一根細小的集極在柵極內，外部用有一開口的玻璃罩將電極封裝在內。另外，也有一種熱離子真空計是接插入真空腔的，這種熱離子真空計我們稱為Nude Gauge，它的接腳是透過在腔壁上的陶瓷板接出來的。尚未降溫的熱陰極真空計直接暴露於大氣時將會損壞，若在低真空度的環境下將會失去其準確度。
電子從燈絲被發射到最後進入柵極前，電子在柵極周圍前後運動數次。在移動的這段期間裡，有一些電子和氣體分子發生碰撞而產生一對電子(電子游離)和離子。這些離子的數目正比於氣體分子密度乘上絲極射出的電子電流及離子跑到集極形成的離子電流。利用氣體分子密度正比於壓力的關係，就可藉由離子電流大小去估算壓力。
熱離子真空計的低壓極限受制於光電效應。當電子撞到柵極時會產生讓集極產生光電流雜訊的X射線。這個限制在舊式的熱離子真空計為{\displaystyle 10^{-8}} torr，在Bayard-Alpert gauge為{\displaystyle 10^{-10}} torr。

## 熱絲極離子真空計的種類
- 巴雅-愛泊特量測計（使用密封的管子[1]）
- Nude gauge（使用真空腔以達到完整的密封）

## 請參見
- 離子化真空計
- 真空
- 電子游離

## 外部連結
- Hot filament ionization gauge tubes
- U.S. Patent 4792763 - Hot cathode ionization pressure gauge
- U.S. Patent 5373240 - Hot-cathode ionization pressure gauge including a sequence of electrodes arranged at a distance from one another in sequence along an axis